# Deutsche Fußballnationalmannschaft/Diskografie
Zwischen 1973 und 1994 nahm die deutsche Fußballnationalmannschaft jeweils im Vorfeld der WM-Turniere Musikalben auf. Zu hören waren jeweils die aktuellen Fußballnationalspieler mit zu dieser Zeit namhaften Interpreten. Insgesamt erschienen sieben Alben und 14 Singles.

## Geschichte
Zur Weltmeisterschaft in Deutschland 1974 wurde das Lied Fußball ist unser Leben, gesungen von den Spielern des 1974er WM-Kaders, geschrieben und produziert vom Schlagerkomponisten Jack White, das offizielle WM-Lied der Nationalmannschaft des Deutschen Fußball-Bundes.
Die Veröffentlichung war kommerziell erfolgreich und wurde langjährig zu einem musikalischen Begleitelement des deutschen Fußballs. Noch bei der Fußball-Weltmeisterschaft 2006 in Deutschland zeigte sich in den Stadien und in der Berichterstattung erneut seine ungebrochene Popularität.
Auch die Fußballnationalmannschaft der DDR nahm anlässlich ihrer Teilnahme am WM-Turnier 1974 eine Fußball-Hymne auf, diese hatte aber einen geringeren offiziellen Charakter. Die DFV-Kicker um Trainer Georg Buschner sangen nicht selbst – das tat der Schlagersänger Frank Schöbel – waren aber auf der Plattenhülle der Single Ja, der Fußball ist rund wie die Welt abgebildet (Label Amiga).
Das Einsingen eines WM-Liedes durch die Nationalmannschaft blieb bis zur Fußball-Weltmeisterschaft 1994 üblich. 1978 und 1990 arbeitete man hierfür mit Udo Jürgens zusammen, 1982 mit Michael Schanze, 1986 mit Peter Alexander und 1994 mit den Village People. Der kommerzielle Erfolg von Fußball ist unser Leben konnte allerdings bei den nachfolgenden Veröffentlichungen nicht wiederholt werden.
Für die Fußball-Weltmeisterschaft 1998 in Frankreich wurde mit der Auftragskomposition Running with a Dream ein offizielles WM-Lied bestimmt, worin erstmals seit 1974 auf eine stimmliche Beteiligung von Nationalspielern verzichtet wurde. Diesem Lied wurde nur wenig Aufmerksamkeit entgegengebracht. Seit der WM 2002 in Japan und Südkorea wurde kein Lied mehr aufgenommen oder als offizielles Lied der deutschen Nationalmannschaft vermarktet.
Mittlerweile bringen mehrere Interpreten zu Fußball-Weltmeisterschaften Lieder heraus, ohne dafür einen offiziellen Auftrag zu haben. Bei Heimspielen des DFB findet seit 2006 das Lied Schwarz und weiß von Oliver Pocher Verwendung, welches dieser anlässlich der Fußball-Weltmeisterschaft 2006 veröffentlichte.
Zur Fußball-Europameisterschaft 2016 nahmen Felix Jaehn und Herbert Grönemeyer den Mannschaftsong Jeder für Jeden auf. Das Lied entstand in enger Zusammenarbeit mit der deutschen Fußballnationalmannschaft, insbesondere durch Mario Götze. Bei den Aufnahmen waren neben Götze die weiteren Nationalspieler Sami Khedira, Christoph Kramer, Manuel Neuer, Marco Reus und Kevin Trapp anwesend. Diese sind klatschend im Hintergrund des Refrains zu hören. Trotz der engen Zusammenarbeit und des Mitwirkens wird die deutsche Fußballnationalmannschaft jedoch nicht als offizieller Interpret genannt.

## Studioalben
| Jahr | Titel Musiklabel                    | Höchstplatzierung, Gesamtwochen, AuszeichnungChartsChartplatzierungen (Jahr, Titel, Musiklabel, Platzierungen, Wochen, Auszeichnungen, Anmerkungen) | Anmerkungen                                      |
| Jahr | Titel Musiklabel                    | DE | Anmerkungen                                      |
| ---- | ----------------------------------- | --- | ------------------------------------------------ |
| 1973 | Fußball ist unser Leben Polydor     | DE13 (11 Wo.)DE | Charteinstieg: 15. November 1973                 |
| 1976 | Fußball – Stimmung – Tooor! Polydor | — |                                                  |
| 1978 | Buenos Dias Argentina Ariola        | DE1 Platin · (10 Wo.)DE | Charteinstieg: 15. März 1978 mit Udo Jürgens     |
| 1982 | Olé España Ariola                   | DE1 Gold · (21 Wo.)DE | Charteinstieg: 15. März 1982 mit Michael Schanze |
| 1986 | Mexico Mi Amor Dino                 | DE21 (9 Wo.)DE | Charteinstieg: 19. Mai 1986 mit Peter Alexander  |
| 1990 | Sempre Roma Ariola                  | — | mit Udo Jürgens                                  |
| 1994 | Far Away in America Ariola          | — | mit Village People                               |

## Singles
| Jahr | Titel Album                             | Höchstplatzierung, Gesamtwochen, AuszeichnungChartplatzierungen (Jahr, Titel, Album, Platzierungen, Wochen, Auszeichnungen, Anmerkungen) | Höchstplatzierung, Gesamtwochen, AuszeichnungChartplatzierungen (Jahr, Titel, Album, Platzierungen, Wochen, Auszeichnungen, Anmerkungen) | Anmerkungen                                      |
| Jahr | Titel Album                             | DE | CH | Anmerkungen                                      |
| ---- | --------------------------------------- | --- | --- | ------------------------------------------------ |
| 1973 | Fußball ist unser Leben                 | DE27 (8 Wo.)DE | — | Charteinstieg: 12. November 1973                 |
| 1978 | Buenos Dias Argentina                   | DE3 (18 Wo.)DE | CH3 (12 Wo.)CH | Charteinstieg: 13. März 1978 mit Udo Jürgens     |
| 1982 | Olé España                              | DE10 (16 Wo.)DE | — | Charteinstieg: 5. April 1982 mit Michael Schanze |
| 1994 | Far Away in America                     | DE44 (5 Wo.)DE | — | Charteinstieg: 27. Juni 1994 mit Village People  |
| 2006 | Fußball ist unser Leben – Remix 2006! – | DE71 (9 Wo.)DE | — | Charteinstieg: 10. März 2006                     |

Weitere Singles
- 1973: Frohsinn und Gemütlichkeit
- 1978: Der Mann mit der Mütze (mit Udo Jürgens)
- 1982: Highland Oh Highland (mit Lena Valaitis)
- 1982: Adiós España
- 1986: Mexico Mi Amor (mit Peter Alexander)
- 1986: Der Fußball-Rap (mit Peter Alexander)
- 1990: Sempre Roma (mit Udo Jürgens)
- 1990: Wir sind schon auf dem Brenner (mit Udo Jürgens)
- 1994: Everybody’s Goin’ to the USA (mit 4 Reeves)

## Statistik

### Chartauswertung
|                     | DE    |
| ------------------- | ----- |
| Nummer-eins-Alben   | DE2DE |
| Top-10-Alben        | DE2DE |
| Alben in den Charts | DE4DE |

|                       | DE    | CH    |
| --------------------- | ----- | ----- |
| Nummer-eins-Singles   | DE—DE | CH—CH |
| Top-10-Singles        | DE2DE | CH1CH |
| Singles in den Charts | DE5DE | CH1CH |

### Auszeichnungen für Musikverkäufe
Anmerkung: Auszeichnungen in Ländern aus den Charttabellen bzw. Chartboxen sind in ebendiesen zu finden.
| Land/RegionAuszeichnungen für Musikverkäufe (Land/Region, Auszeichnungen, Verkäufe, Quellen) | Gold  | Platin  | Verkäufe | Quellen           |
| -------------------------------------------------------------------------------------------- | ----- | ------- | -------- | ----------------- |
| Deutschland (BVMI)                                                                           | Gold1 | Platin1 | 750.000  | musikindustrie.de |
| Insgesamt                                                                                    | Gold1 | Platin1 |          |                   |